# Falca Lines

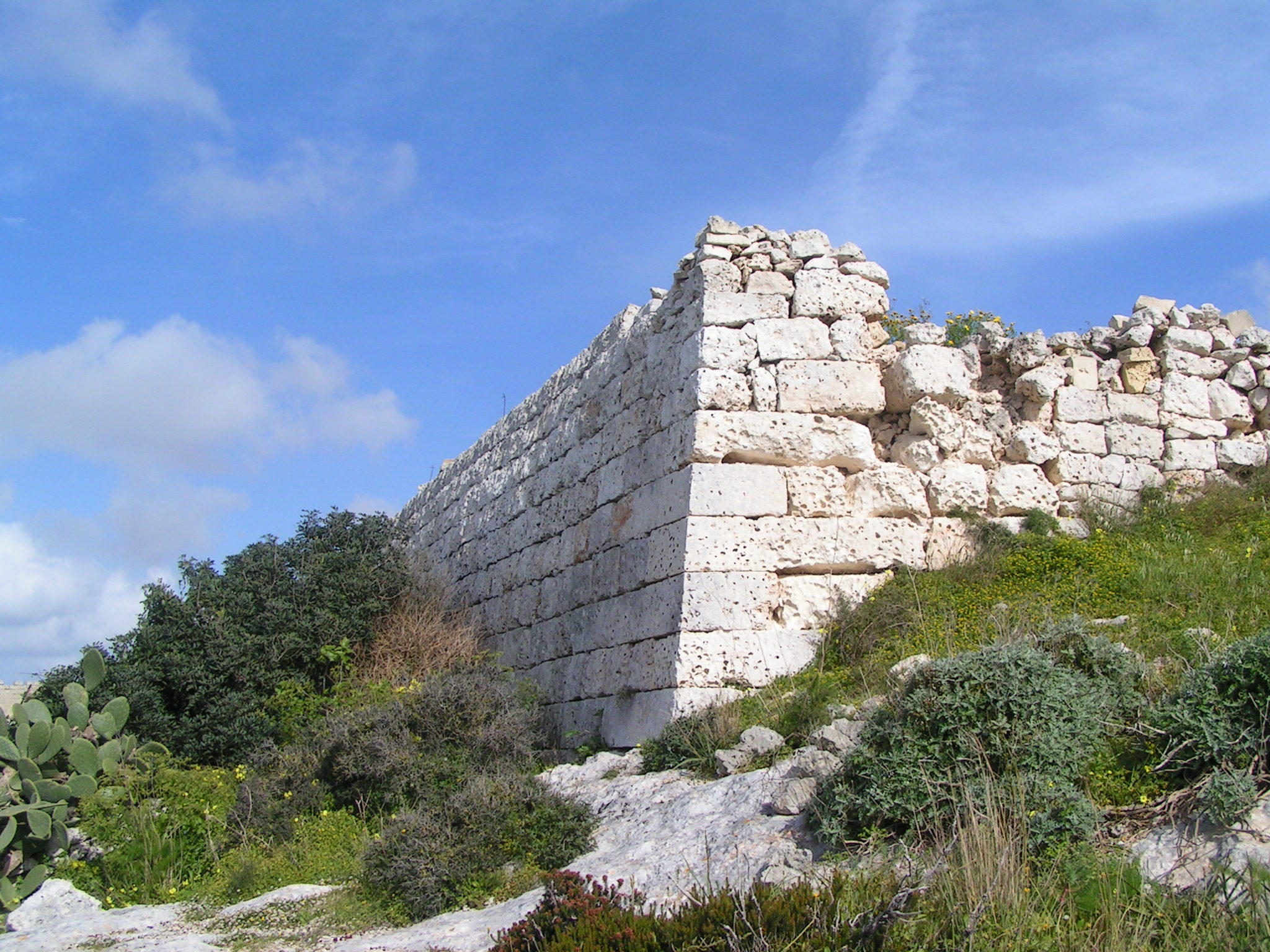
Falca Lines

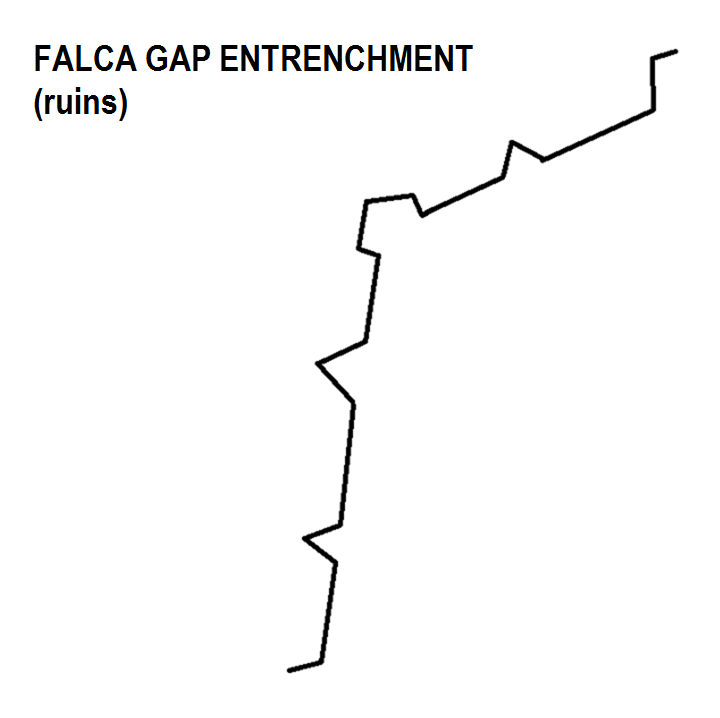
Karte der Falca Lines

Die Falca Lines sind eine während der Zeit der Herrschaft des Johanniterordens ab 1731 erbaute Befestigungsanlage auf Malta in der Nähe von Naxxar.

## Topographie

Nördlicher Teil der Insel mit den Durchlässen durch die Great Fault

Der flache Nordteil der Insel wird von drei, parallel von West nach Ost laufenden Höhenzügen, der Mellieha Ridge, der Bajda Ridge und der Marfa Ridge, durchzogen. Südlich dieser Höhenzüge liegt eine 50 bis 100 m hohe Verwerfung, die den flachen Nordteil vom höher gelegenen Südteil der Insel trennt. Diese Verwerfung wird im englischen Sprachgebrauch als Great Fault bezeichnet. Sie stellt eine natürliche Barriere dar. Durchschnitten wird sie vom Tas Santi Gap und Bingemma Gap im Westen, vom Falca Gap im mittleren Teil und vom Naxxar Gap im Osten. Neben diesen breiten Einschnitten, die von den Briten als Gap – deutsch Lücke bezeichnet worden, gibt es noch eine Reihe schmalere Einschnitte, die maltesisch als wied bezeichnet werden. Diese Bezeichnung leitet sich aus dem arabischen wadi ab. Diese Wieds führen im Winter durchweg Wasser und sind stark bewachsen, trocknen im Sommer jedoch aus. Die Verwerfung erstreckt sich nicht bis ganz zur Ostküste der Insel, hier geht sie im Bereich von Madlienna in einen mehrere hundert Meter breiten flachen Höhenrücken über. Im Norden der Insel angelandete Truppen müssten diese natürliche Barriere überwinden, wobei für die Bewegungen größerer Truppenkörper nur die erwähnten Gaps und die flache Küste im Osten zur Verfügung standen.

## Vorgeschichte
Im Laufe des 17. Jahrhunderts hatte der Orden, nachdem der Bau Vallettas abgeschlossen war, ein Netz von Beobachtungstürmen an den Küsten der Inseln errichtet. Während die unter der Herrschaft des Großmeisters Alof de Wignacourt von 1605 bis 1620 erbauten Wignacourt Towers noch eine begrenzte Möglichkeit zur Verteidigung der Küstenabschnitte boten, waren die später errichteten Lascaris- und de Redin Towers nur noch für Beobachtungsaufgaben geeignet. Im Jahre 1714 verstärkten sich die Befürchtungen einen neuen Invasion der Inseln. Zur Verteidigung landungsgefährdeter Küstenabschnitte wurden daher ab 1720 Küstenbatterien, Redouten und Verteidigungslinien gebaut. Eine geschlossene Verteidigungslinie entlang der Küste war jedoch in kurzer Zeit mit den vorhandenen Mitteln nicht zu errichten. Als besonders problematisch erwiesen sich die Buchten im Norden der Insel. Ein hier angelandeter Feind hätte jedoch die Durchgänge durch die Great Fault passieren müssen. Daher entschloss man sich zur Befestigung dieser Durchgänge. Zunächst wurde ab 1722 eine Redoute bei San Pawl tat-Targa gebaut.

## Bau und Konstruktion
Die Konstruktion der Anlage lehnte sich an die an den Küsten erbauten Redouten an. Sie bildet zwei Seiten eines Trapezes. Die befestigten Seiten waren nach Westen und Norden ausgerichtet und lehnten sich im Osten und Süden an den Höhenzug an. Die Ausdehnung beträgt ungefähr 350 m in Nord-Süd- und 380 m in West-Ost-Richtung. Im Schnittpunkt der Seiten wurde eine Bastion angelegt, an deren Enden jeweils eine Halbbastion. Zwischen den Bastionen sprang die Kurtine zu einer Tenaille aus.
Während der französischen Invasion Maltas 1798 ließ Großmeister Ferdinand von Hompesch zu Bolheim das Milizregiment aus Naxxar Stellung in den Falca Lines beziehen. Da jedoch französische Truppen unter Claude-Henri Belgrand de Vaubois im Rücken der Stellung in der St George’s Bay landeten, wurden die Falca Lines zügig geräumt.

## Britische Kolonialzeit
Im Rahmen der Befestigung der North West Front wurden ab 1873 die Dwejra Lines erbaut. Als problematisch stellte sich nach deren Fertigstellung das sich in ostwärtiger Richtung anschließende Falca Gap heraus. Die Generale Nicholson und Goodenough untersuchten 1888 die Einbeziehung der Falca Lines in die North West Front. Ein Wiederaufbau mit geringen Kosten wurde für möglich gehalten, jedoch verworfen, da die Position der Linie ungünstig war. Letztendlich wurde, den Vorschlägen Nicholsons und Goodenoughs folgend, die Infanterielinie der Victoria Lines weiter südlich gebaut.